# 신조촌 (오카야마현 아사쿠치군)
신조촌(新庄村)은 오카야마현 아사쿠치군에 있던 촌이다. 현재의 사토쇼정에 해당한다.

## 역사
- 1889년 6월 1일 - 정촌제 시행에 의해 아사쿠치군 신조촌이 성립하였다.
- 1905년 4월 1일 - 사토미촌과 합병해 사토쇼촌이 성립하였다.